# Csanád (keresztnév)
A Csanád férfinév  az ismeretlen jelentésű régi magyar Csana személynévből származik, -d kicsinyítő képzővel.

Hajdú Mihály Családnevek Enciklopédiája című könyvében a Csanádi mint vezetéknév tárgyalásánál kitér annak lehetséges magyarázatára.
"A magyar személynév magyarázatára fölmerül a szláv nyelvekben általános csern ~ crn ’fekete’ jelentésű közszóból alakult személynév vagy a délszláv Šana (< Dušan, Krišan, Aleksandar, Šandor) becenévi (hypocoristicus) átvétele is. Föltételezhető még a ’nagy, erős’ jelentésű ótörök Čoň [Csony] személynév bekerülése a magyar névkincsbe. Ezeknek bármelyike kiegészülhetett az említett magyar -d képzővel. Mindegyiknek található megfelelője az Árpád-kori nevek között, különösen a Chunad ~ Chanad alakokra van sok példa." 

## Gyakorisága
Az 1990-es években igen ritka név, a 2000-es években az 53-90. leggyakoribb férfinév között.

## Névnapok
- április 12.[2]
- május 28.[2]
- szeptember 6.[2]
- december 5.[2]

## Híres Csanádok
- „Csanád” utónevű személyek szócikkeinek listája a Wikidata alapján

## Reddit szleng
Az r/Hungary Reddit-közösségben a Csanád név, a hasonló értelemben használt angol Chad megfelelője. 